# Majerič
Majerič je priimek več znanih Slovencev:
- Avgust Majerič (1934—2017), ekonomist, šolnik in politik
- Grega Majerič, triatlonec
- Karmen Majerič, umetnica ?
- Matej Majerič (*1974), kineziolog
- Otmar Majerič (1895—1957), zdravnik
- Sašo Majerič, športni jadralec
- Tadeja Majerič (*1990), tenisačica